# Cranoe
Cranoe – wieś w Anglii, w hrabstwie Leicestershire, w dystrykcie Harborough. Leży 20 km na południowy wschód od miasta Leicester i 127 km na północny zachód od Londynu.